# 古栈站
古栈站（：／ Gojan yeok */?）是首都圈电铁4号线與水仁·盆唐線共線區間沿線的一座高架車站，位於韓國京畿道安山市檀園區古棧洞，韓語副站名是「高大安山醫院」（고대안산병원）。

## 車站結構
兩線共用站體，為2面2線側式月台的高架車站，候車月台設有月台幕門，並有2處出口。

### 月台配置
| ↑ 中央 |
| \| ２  |
| 草芝 ↓ |

| 月台 | 路線                   | 目的地                         |
| ---- | ---------------------- | ------------------------------ |
| 1    | ●首都圈電鐵水仁·盆唐線 | 水原、竹田、往十里、清涼里方向 |
| 1    | ●首都圈电铁4号线       | 舍堂、首爾站、堂嶺方向         |
| 2    | ●首都圈電鐵水仁·盆唐線 | 烏耳島、松島、仁川方向         |
| 2    | ●首都圈电铁4号线       | 安山、正往、烏耳島方向         |

## 歷史
- 1992年3月2日：安山線站體落成啟用。
- 1994年4月1日：首都圈电铁4号线開始運行。
- 1994年9月1日：水仁線部分路段停駛[1]。
- 2013年5月20日：車站附近被指定為幸福住宅事業示範地區[2]。
- 2020年9月12日：首都圈電鐵水仁·盆唐線開通，並與4號線共線。

## 車站周邊
- 高麗大學附設醫院（朝鲜语：고려대학교 의료원）安山分院
- 安山商會
- 安山市政府
- 安山檀園警察署
- 安山古棧體育場（朝鲜语：안산와스타디움）
- 安山文化廣場
- 安山文化藝術殿堂（朝鲜语：안산문화예술의전당）
- 水原地方法院（朝鲜语：수원지방법원）安山分院
- 水原地方檢察廳（朝鲜语：수원지방검찰청）安山分廳
- 檀園高校
- NC百貨（朝鲜语：NC백화점）古棧店
- Home plus（朝鲜语：홈플러스）安山古棧店

## 圖片

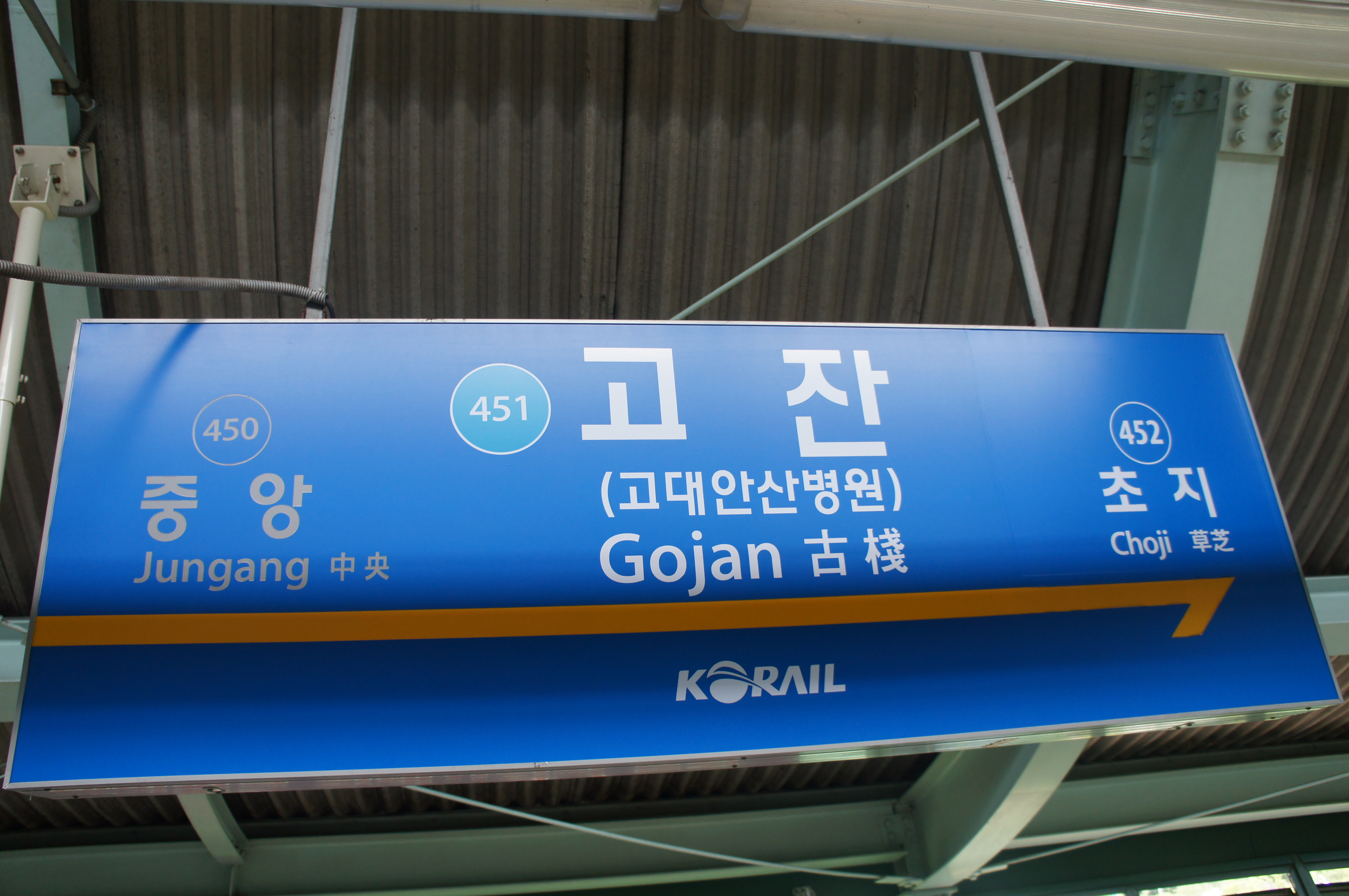
站名牌（舊式）
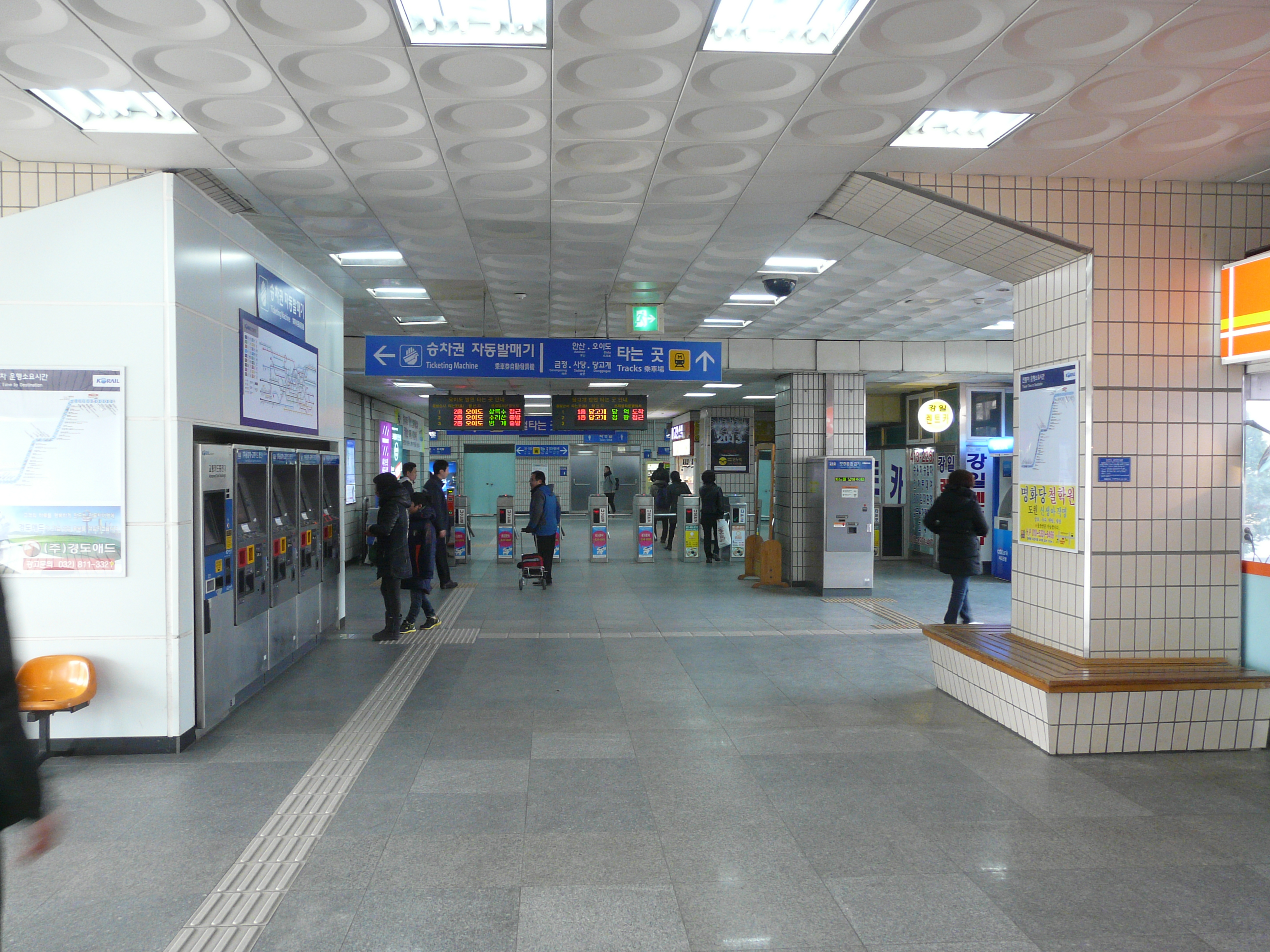
車站大廳
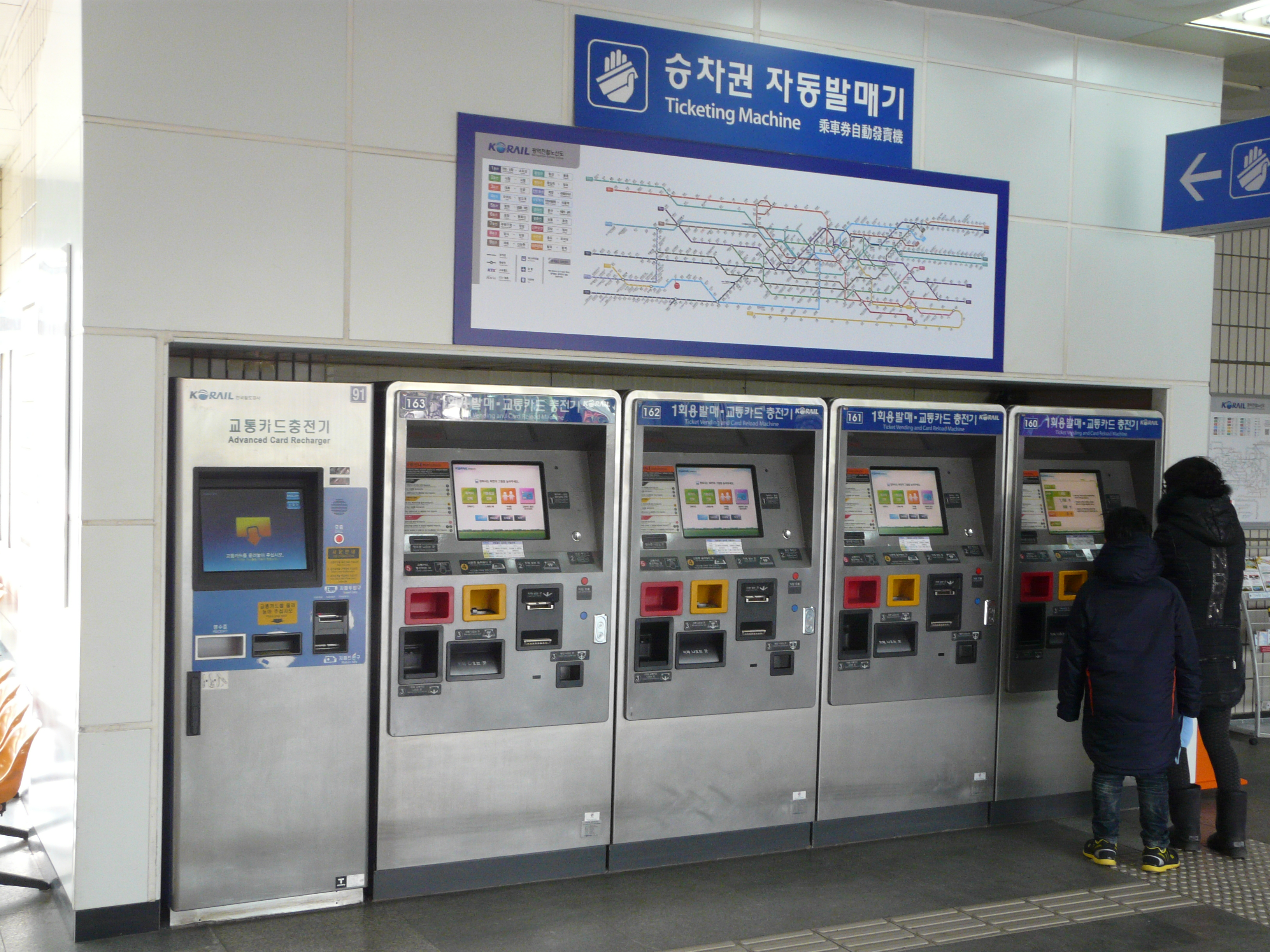
自動售票機
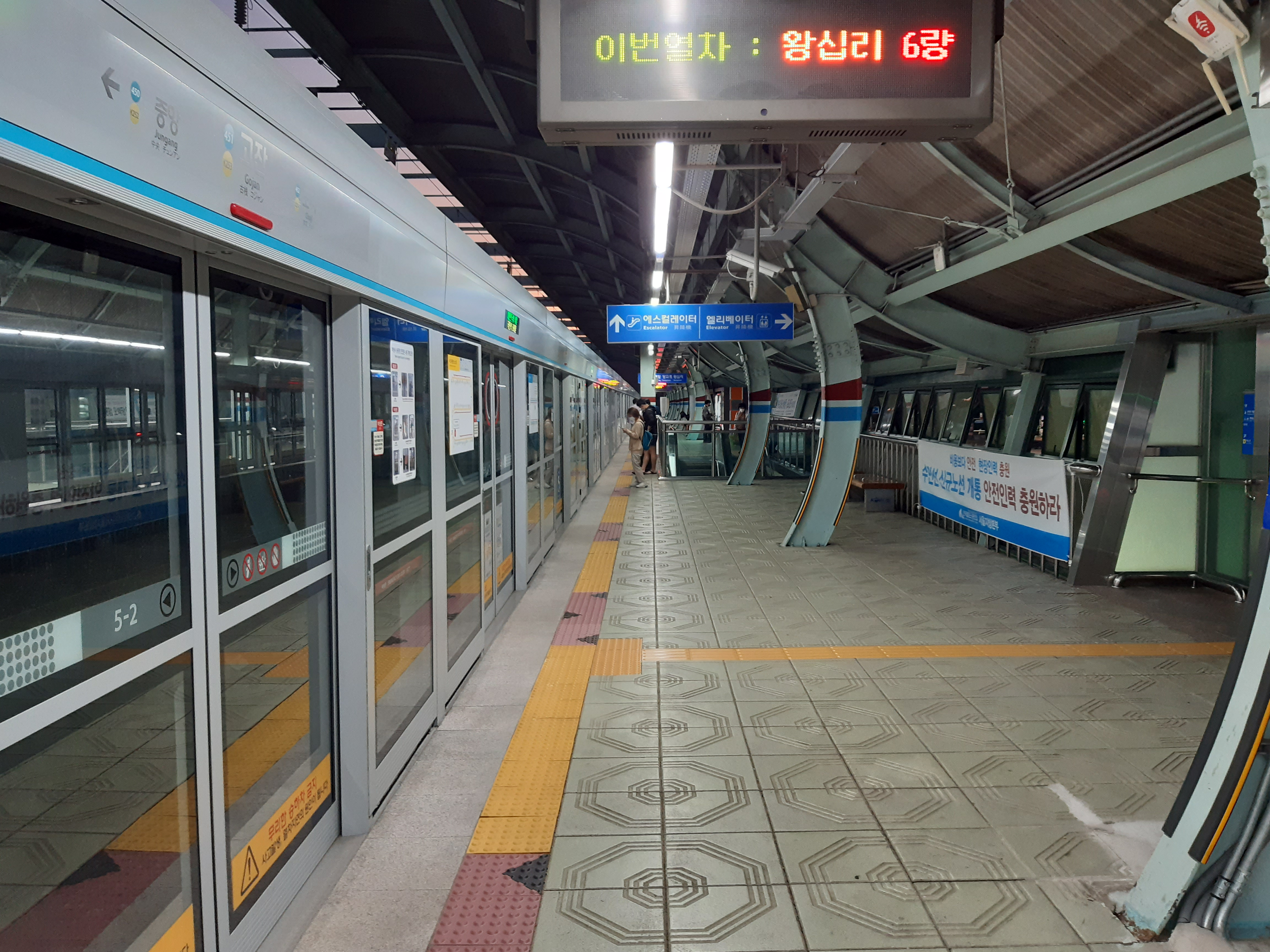
候車月台
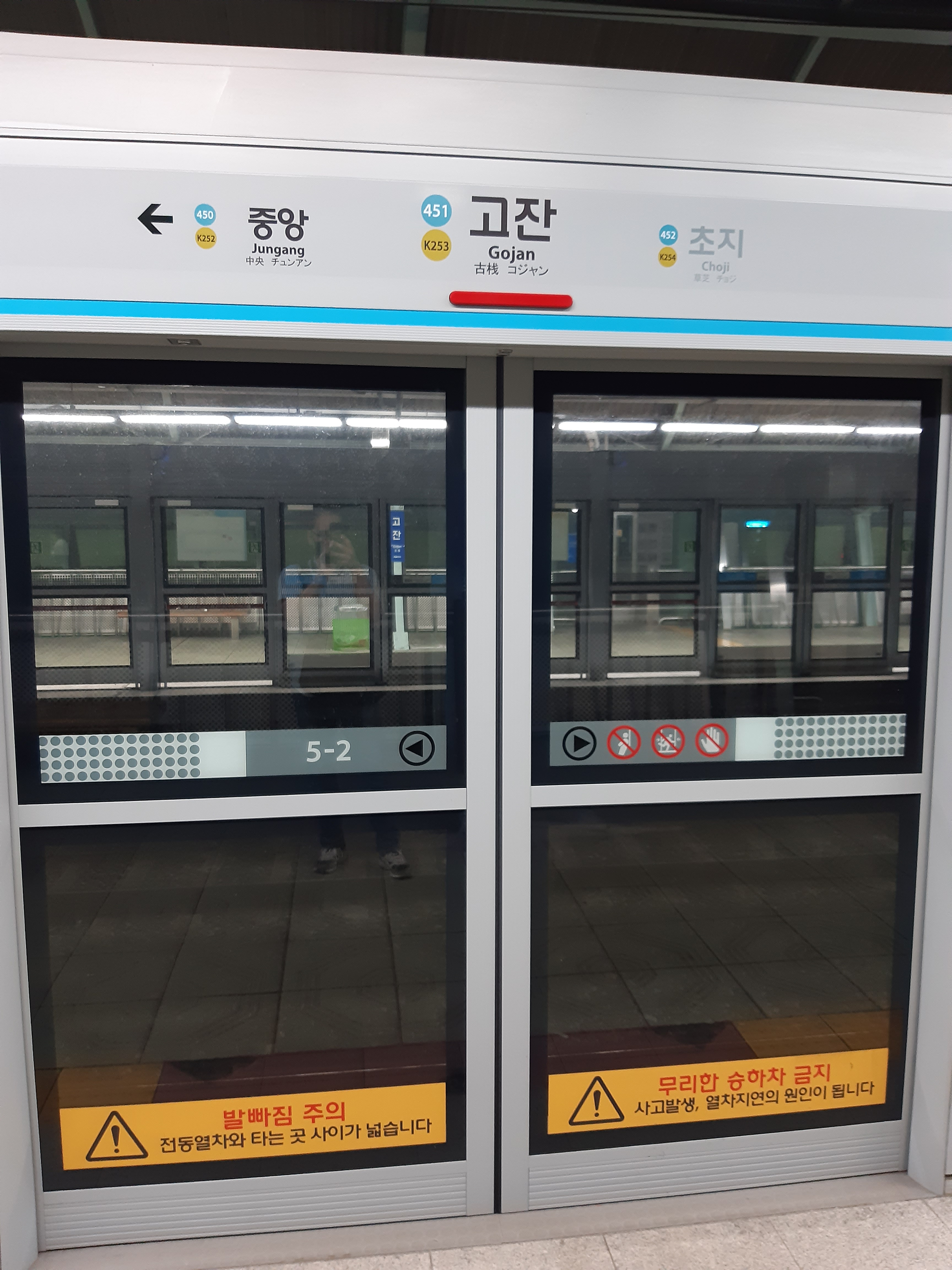
月台門
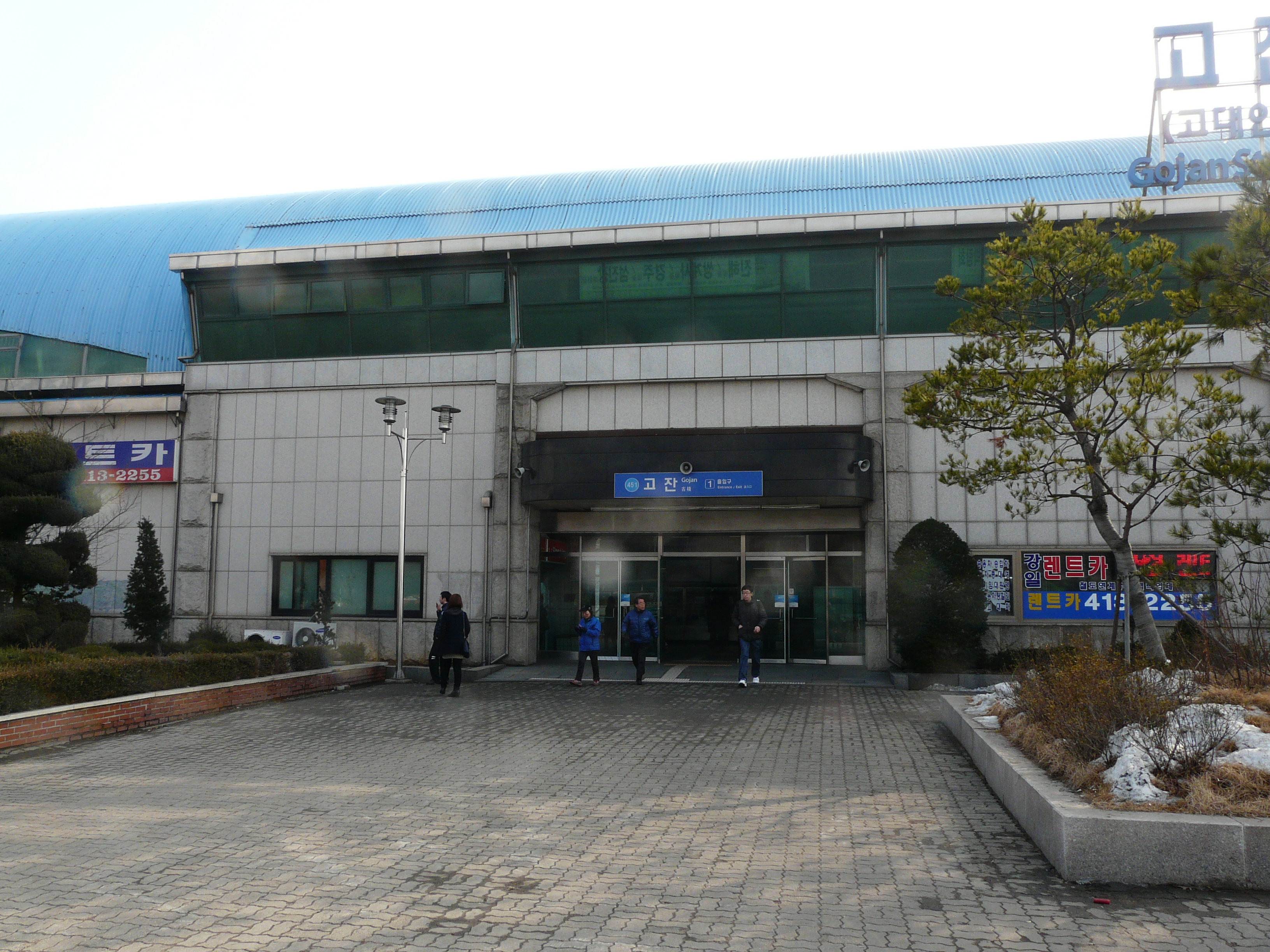
1號出口
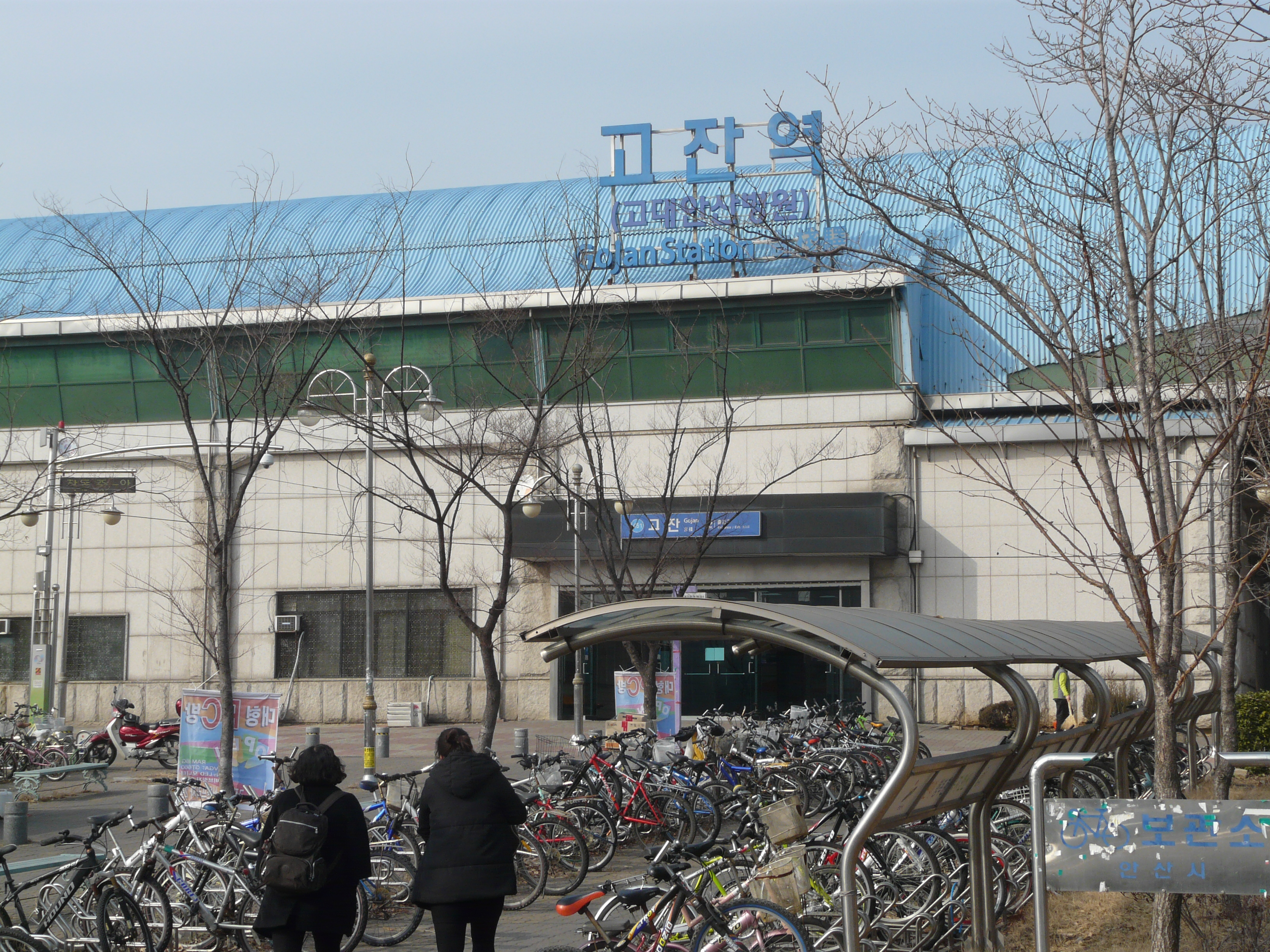
車站建築
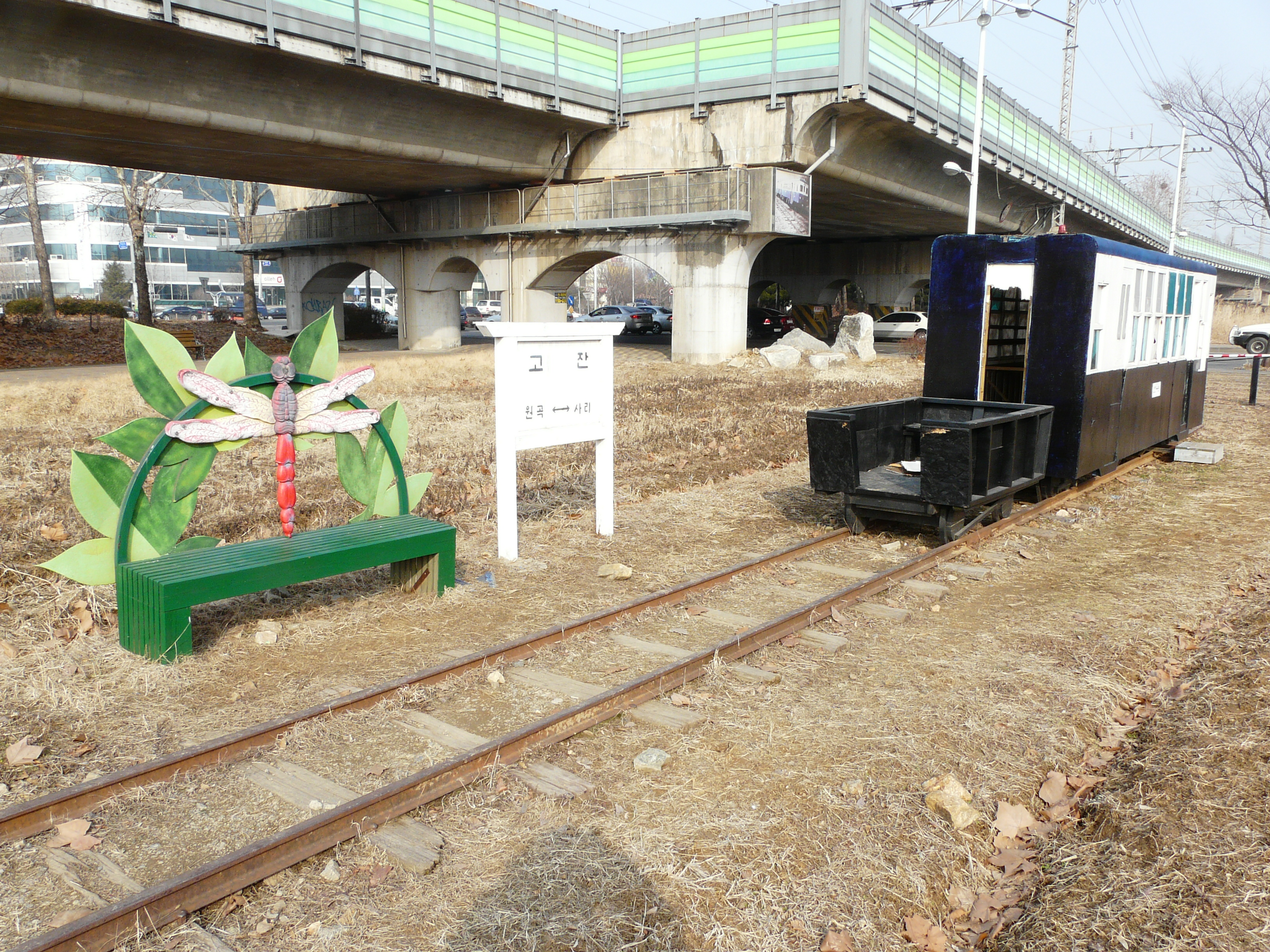
水仁線舊鐵軌與紀念文物
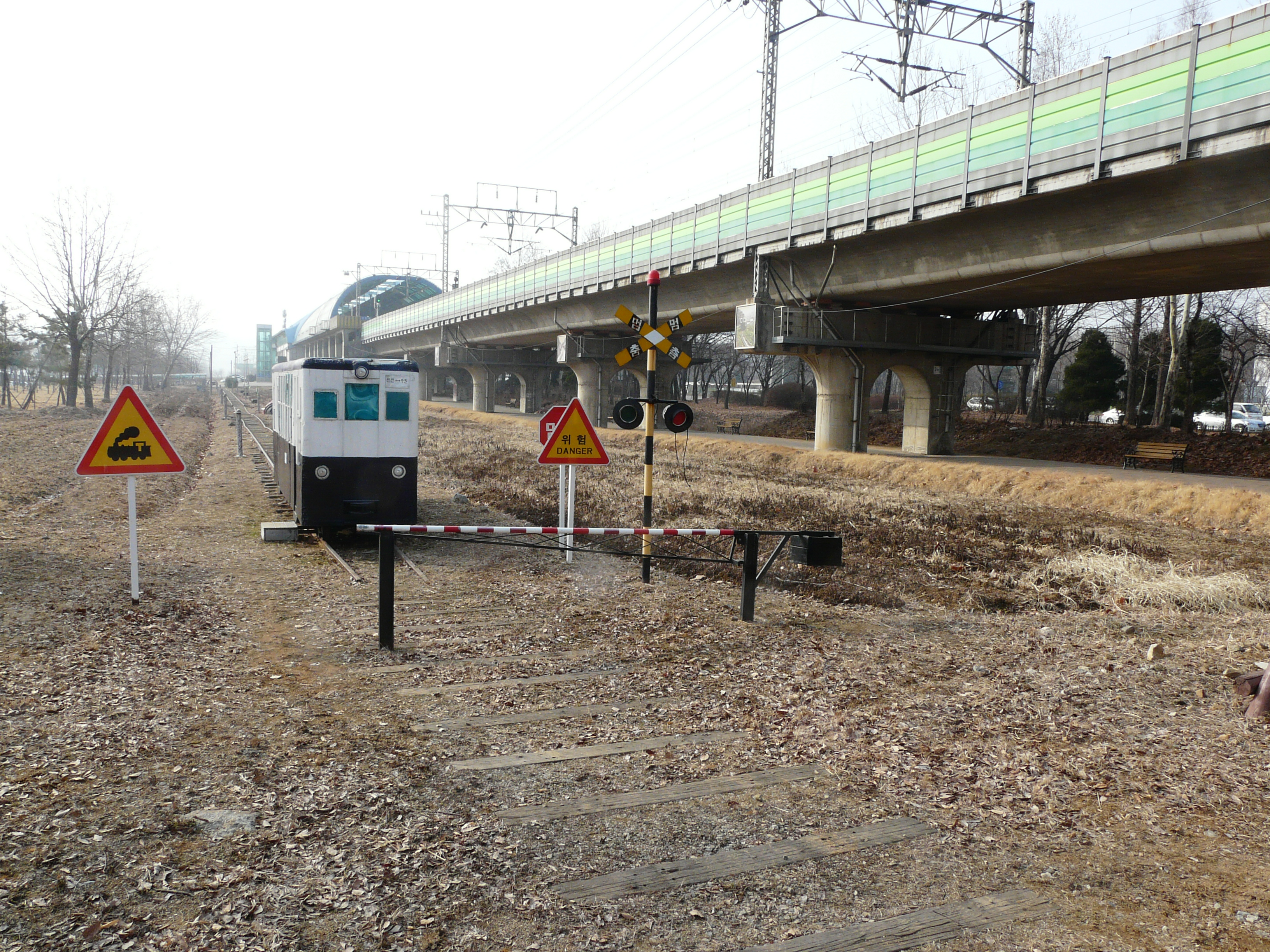
舊站紀念文物

## 相鄰車站
韓國鐵道公社
●首都圈电铁4号线
緩行
中央（450）－古棧（451）－草芝（452）
●首都圈電鐵水仁·盆唐線
中央（K252）－古棧（K253）－草芝（K254）